# 動物星球頻道

動物星球頻道的第二代商標（2008年2月3日~2018年9月30日）

動物星球頻道（Animal Planet）簡稱：AP，創立於1996年，為一家由探索通信（探索頻道、TLC、探索健康頻道及旅遊生活頻道的母公司，现已与华纳媒体合并为华纳兄弟探索公司）出資百分之八十及BBC Worldwide出資百分之二十所創立的动物纪录片頻道。2005年起由銳迅多媒體獨家代理台灣動物星球影音版權。部分系統業者已啟用高畫質。